# Phenomenon
Phenomenon — третій студійний альбом англійської хард-рок групи UFO, випущений 1 травня 1974 року. Це перший альбом гурту, у якому взяв участь гітарист Міхаель Шенкер, який замінив Берні Марсдена.

## Про альбом
Їхній третій загалом студійний альбом Phenomenon був дебютом UFO на великому лейблі Chrysalis Records, а також першим, випущеним у Сполучених Штатах. З приходом колишнього гітариста Scorpions Майкла Шенкера, UFO відійшли від космічного блюз-року до хард-року.
Продюсером альбому виступив Лео Лайонс, бас-гітарист британської рок-групи Ten Years After. Усі треки записані на Morgan Studios в Лондоні. Оригінальний дизайн обкладинки та фотографії були виготовлені студією Hipgnosis.

## Вплив
Британська хеві-метал група Iron Maiden випустила кавер на «Doctor Doctor» як бі-сайд синглу «Lord of the Flies» у 1995 році. Кавер-версія також включена до бокс-сету Eddie's Archive.

## Треклист
| #     | Назва               | Автор                          | Тривалість |
| ----- | ------------------- | ------------------------------ | ---------- |
| 1.    | «Too Young to Know» | Піт Вей, Філ Могг              | 2:27       |
| 2.    | «Crystal Light»     | Міхаель Шенкер, Могг           | 3:47       |
| 3.    | «Doctor Doctor»     | Шенкер, Могг                   | 4:12       |
| 4.    | «Space Child»       | Шенкер, Могг                   | 4:01       |
| 5.    | «Rock Bottom»       | Шенкер, Могг                   | 6:31       |
| 6.    | «Oh My»             | Шенкер, Могг, Вей, Енді Паркер | 3:10       |
| 7.    | «Time on My Hands»  | Шенкер, Могг                   | 4:12       |
| 8.    | «Built for Comfort» | Віллі Діксон                   | 3:08       |
| 9.    | «Lipstick Traces»   | Шенкер                         | 2:20       |
| 10.   | «Queen of the Deep» | Шенкер, Могг                   | 5:43       |
| 39:31 |                     |                                |            |

| Бонус-треки видання 2007 года | Бонус-треки видання 2007 года      | Бонус-треки видання 2007 года | Бонус-треки видання 2007 года |
| #                             | Назва                              | Автор                         | Тривалість                    |
| ----------------------------- | ---------------------------------- | ----------------------------- | ----------------------------- |
| 11.                           | «Sixteen» (демо)                   | Шенкер, Могг, Вей, Паркер     | 3:48                          |
| 12.                           | «Oh My» (демо)                     | Шенкер, Могг, Вей, Паркер     | 4:12                          |
| 13.                           | «Give Her the Gun»                 | Шенкер, Могг, Вей, Паркер     | 3:58                          |
| 14.                           | «Sweet Little Thing»               | Могг, Вей                     | 3:51                          |
| 15.                           | «Sixteen»                          | Шенкер, Могг, Вей, Паркер     | 3:55                          |
| 16.                           | «Doctor Doctor» (концертний запис) | Шенкер, Могг                  | 4:24                          |
| 63:46                         |                                    |                               |                               |

## Учасники запису

### UFO
- Філ Могг — вокал
- Енді Паркер — ударні
- Піт Вей — бас-гітара
- Міхаель Шенкер — гітара

### Додатковий персонал
- Берні Марсден — гітара на треках 11 і 12

### Продюсування
- Лео Лайонс — продюсер
- Майк Бобак — звукоінженер
- Hipgnosis — обкладинка

## Чарти
| Chart (1974)                  | Peak position |
| ----------------------------- | ------------- |
| Australia (Kent Music Report) | 76            |
| United States (Billboard 200) | 202           |